# Commis
Commis désigne un agent, ou un employé, à qui sont dévolues des tâches subalternes. Suivant le domaine d'activité, ou le pays, un commis ou une commise accomplit des travaux intellectuels ou manuels.

## Commis dans la restauration
En cuisine professionnelle, le commis est chargé de l'entretien et de la propreté des ustensiles et des locaux, il rassemble les ingrédients pour la préparation des plats, il réalise les plats les plus simples sous la supervision d'un cuisinier dans une brigade de cuisine.

## Commis des administrations financières
En France, durant l'Ancien Régime, un commis désignait l'employé subalterne, et souvent révocable sans préavis, chargé d'assurer les travaux simples d'un bureau de la Ferme générale, d'un notaire, etc. Il y avait également des commis de boutique, de banque, de boucherie, etc.
Au XIXe siècle, les régies financières comptaient plus de 10 000 employés de ce type, qui dépendaient de facto, pour leur embauche, leur salaire etc., du fonctionnaire (receveur, percepteur, directeur…), qui les avait recrutés. Cette situation dura jusqu'au début du XXe siècle ; ils furent alors intégrés comme fonctionnaires tandis que la profession se féminisait après 1918 avec le recrutement de dames commises. Le terme commis a, depuis, disparu des catégories juridiques et administratives, mais il était encore utilisé couramment au début des années 1970 pour désigner un agent des impôts de catégorie C ou D.

## Actuellement
Au Québec, commis désigne toujours un employé de bureau de rang subalterne.
En France, le mot commis est encore très utilisé dans les métiers de bouche ; par exemple, commis charcutier ou commis de cuisine.
Souvent synonyme de « haute fonction publique », l’expression « grand commis de l’État » recouvre à la fois l’appartenance à un corps de la haute fonction publique, l’importance des responsabilités occupées et une certaine conception de l’intérêt public.